# Mińsk Mazowiecki (gromada)
Mińsk Mazowiecki – dawna gromada, czyli najmniejsza jednostka podziału terytorialnego Polskiej Rzeczypospolitej Ludowej w latach 1954–1972.
Gromady, z gromadzkimi radami narodowymi (GRN) jako organami władzy najniższego stopnia na wsi, funkcjonowały od reformy reorganizującej administrację wiejską przeprowadzonej jesienią 1954 do momentu ich zniesienia z dniem 1 stycznia 1973, tym samym wypierając organizację gminną w latach 1954–1972.
Gromadę Mińsk Mazowiecki z siedzibą GRN w mieście Mińsk Mazowiecki (nie wchodzącym w jej skład) utworzono 31 grudnia 1961 w powiecie mińskim w woj. warszawskim z obszarów znoszonych gromad Barcząca, Budy Janowskie i Niedziałka Stara oraz z obszaru wsi Dłużka ze znoszonej gromady Brzóze w tymże powiecie.
1 stycznia 1969 do gromady Mińsk Mazowiecki włączono obszar zniesionej gromady Cielechowizna w tymże powiecie.
Gromada przetrwała do końca 1972 roku, czyli do kolejnej reformy gminnej. 1 stycznia 1973 w powiecie mińskim reaktywowano zniesioną w 1954 roku gminę Mińsk Mazowiecki.